# Bodil Lassen
Bodil Lassen, född 12 mars 1955, är en dansk skådespelare.

## Filmografi (urval)
- 1987 – Peter von Scholten
- 1988 – Vid vägen
- 2000 – Frun på Hamre
- 2004 – Krönikan